# ویکی‌پدیای آفریکانس
ویکی‌پدیای آفریکانس (به آفریکانس: Afrikaanse Wikipedia) در تاریخ ۱۶ نوامبر ۲۰۰۱ به عنوان یازدهمین ویکی‌پدیا افتتاح شد. زبان آفریکانس با دارا بودن ۱۵۰۰۰ مقاله در تاریخ ۱۹ می ۲۰۱۰ هفتادونهمین ویکی‌پدیا از نظر تعداد مقاله بوده‌است.
این دانشنامه تا ۱۵ سپتامبر ۲۰۱۱ با بیش از ۱۹٬۰۰۰ مقاله در رتبه هشتادوچهارم ویکی‌پدیاها قرار دارد.